# Oleksandr Nadtoka
Oleksandr Оleksandrоvytj Nadtoka (ukrainska: Олександр Олександрович Надтока), född 6 mars 1991, är en ukrainsk roddare.
Nadtoka tävlade för Ukraina vid olympiska sommarspelen 2016 i Rio de Janeiro, där han slutade på 6:e plats i scullerfyra. Övriga i roddarlaget var Dmytro Michhaj, Artem Morozov och Ivan Dovhodko.